# Gymnelia beata
Gymnelia beata là một loài bướm đêm thuộc phân họ Arctiinae, họ Erebidae.